# Bogdan Godras
Bogdan Godras (* 16. April 1948 in Stettin; † 22. Februar 2020 ebenda) war ein polnischer Radrennfahrer und nationaler Meister im Radsport.

## Sportliche Laufbahn
Godras war im Straßenradsport und im Bahnradsport aktiv. 1971 gewann er die nationale Meisterschaft in der Mannschaftsverfolgung, 1968 war er Vizemeister in dieser Disziplin geworden. 1972 hatte er die Bronzemedaille gewonnen. 1971 und 1972 wurde er jeweils Dritter der Meisterschaft im Zweier-Mannschaftsfahren. Er startete 1971 bei den Bahnradsport-Weltmeisterschaften in der Mannschaftsverfolgung. Der polnische Vierer schied im Viertelfinale aus. Godras startete für die Vereine „Ogniwo Szczecin“ und „Orł Łódź“.

## Berufliches
Nach Beendigung seiner Sportkarriere arbeitete er als Trainer bei „Ogniwo Szczecin“ und ab 1992 bei „BOGO Szczecin“. Er trainierte unter anderem Monika Tyburska, die als erste Polin eine Medaille bei den Radsportweltmeisterschaften (Junioren) gewann.

## Familiäres
Seine Tochter Agnieszka Godras wurde ebenfalls Radrennfahrerin.